# Plaza-egyezmény
A Plaza-egyezmény (angolul: Plaza Accord) egy nemzetközi valutapiaci egyezmény volt, mely Japán, az USA, Nyugat-Németország, Franciaország és az Egyesült Királyság között köttetett 1985. szeptember 22-én a New York-i Plaza Hotelben. Az egyezmény tartalma alapján valutapiaci intervenciókkal leértékelték az amerikai dollárt a német márkával, illetve japán jennel szemben.
Az egyezmény következtében a dollár jelentős leértékelődést folytatott egészen az 1987-ben aláírt, ezt az egyezményt felülíró Louvre-egyezmény életbe lépéséig.

## Előzmény
Paul Volcker Federal Reserve elnökének szigorú monetáris politikája és Ronald Reagan elnök 1981–1984-es első ciklusának expanzív fiskális politikája megemelte a hosszú távú kamatlábakat, és tőkebeáramlást vonzott, ami felértékelte a dollárt. A francia kormány határozottan támogatta a devizaintervenciót annak csökkentésére, de az amerikai adminisztrációs tisztviselők, például Donald Regan pénzügyminiszter és Beryl Sprinkel monetáris ügyekért felelős államtitkár-helyettes ellenezték az ilyen terveket, mivel az erős dollár bizalmat szavazott az Egyesült Államok gazdaságának. Az 1982-es G7 versailles-i csúcstalálkozón az Egyesült Államok beleegyezett a többi tag felkérésére, hogy tanulmányozzák a devizaintervenció hatékonyságát, aminek eredményeként az 1983-as G7 Williamsburg-csúcson Jurgensen-jelentés született, de az nem támogatta annyira a beavatkozást, mint a más vezetők remélték. Ahogy a dollár erősödése folyamatosan nőtt, és a kereskedelmi deficit még jobban nőtt, a második Reagan-kormányzat más megvilágításba helyezte a valutaintervenciót. 1985 januárjában James Baker lett az új pénzügyminiszter, és Baker segédje, Richard Darman lett a pénzügyminiszter-helyettes. David Mulford csatlakozott a nemzetközi ügyekért felelős új titkárhelyettesként.
1980 és 1985 között a dollár körülbelül 50%-kal erősödött a japán jennel, a német márkával, a francia frankkal és az angol fonttal szemben, amelyek akkoriban a következő négy legnagyobb gazdaság valutái voltak. 1985 márciusában, közvetlenül a G7 előtt, a dollár elérte a valaha volt legmagasabb értékét az angol fonttal szemben, amely érték még több mint 30 évig felülmúlhatatlan volt. Ez jelentős nehézségeket okozott az amerikai iparnak, de lobbitevékenységüket először a kormány figyelmen kívül hagyta. A pénzügyi szektor profitálni tudott az emelkedő dollárból, és az értékvesztés ellentétes lett volna a Reagan-kormányzat inflációcsökkentési terveivel. Gyártók, szolgáltatók és gazdálkodók széles szövetsége válaszul egyre nagyobb horderejű kampányt indított, melyben védelmet kért a külföldi versennyel szemben. A főbb szereplők közé tartoztak a gabonaexportőrök, az amerikai autóipar, az olyan nehéz amerikai gyártók, mint a Caterpillar Inc., valamint a high-tech cégek, köztük az IBM és a Motorola. 1985-re kampányuk kellő lendületet kapott ahhoz, hogy a Kongresszus fontolóra vegye a protekcionista törvények elfogadását. A kereskedelmi korlátozások negatív kilátása arra késztette a Fehér Házat, hogy megkezdje a tárgyalásokat, amelyek a Plaza Egyezményhez vezettek.
A leértékelést a GDP 3,5 százalékát elérő amerikai folyó fizetési mérleg hiányának csökkentése, valamint az amerikai gazdaság kilábalása a nyolcvanas évek elején kezdődött súlyos recesszióból indokolták. A Paul Volcker vezette amerikai jegybankrendszer kamatemeléssel állította meg az 1970-es évek stagflációs válságát. A megemelt kamat kellően irányította a hazai monetáris politikát, és elhárította az inflációt. Az 1970-es évek közepére Nixon több OPEC-országot sikeresen meggyőzött arról, hogy az olajjal csak USD-ben kereskedjenek, és cserébe az USA regionális katonai támogatást nyújtott nekik. A dollár iránti nemzetközi keresletnek ez a hirtelen infúziója megadta az USD-nek azt az infúziót, amelyre az 1970-es években szüksége volt. Az erős dollár azonban kétélű fegyver, előidézve a Triffin-dilemmát, amely egyrészt nagyobb vásárlóerőt adott a hazai fogyasztóknak, a vállalatoknak és az Egyesült Államok kormányának, másrészt az USA exportját is gátolta egészen addig, amíg az érték nem emelkedett. Az amerikai autóipar nem tudott talpra állni.

## Következmény
Pogátsa Zoltán magyar közgazdász értékelése szerint a Pláza Egyezmény a japán gazdaság leállításaként értelmezhető tekintettel arra, hogy a japán jen felértékelése jelentősen növelte a japán exporttermékek árát annak exportpiacain. A magasabb előállítási árak rontották a jappán gazdaság versenyképességét ezáltal pedig előidézték Japán évtizedes gazdasági pangását. Az ország gazdasági pangását csak a 2012-ben megválasztott Abe Shinzo után Abenomicsnak keresztelt új gazdaságpolitikai megközelítés volt képes dinamizálni, mely unortodox eszközeivel újra beindította az ország gazdasági növekedését.

## Lásd még
- Dodge-terv
- Bretton Woods-i rendszer